# عمارة عامية

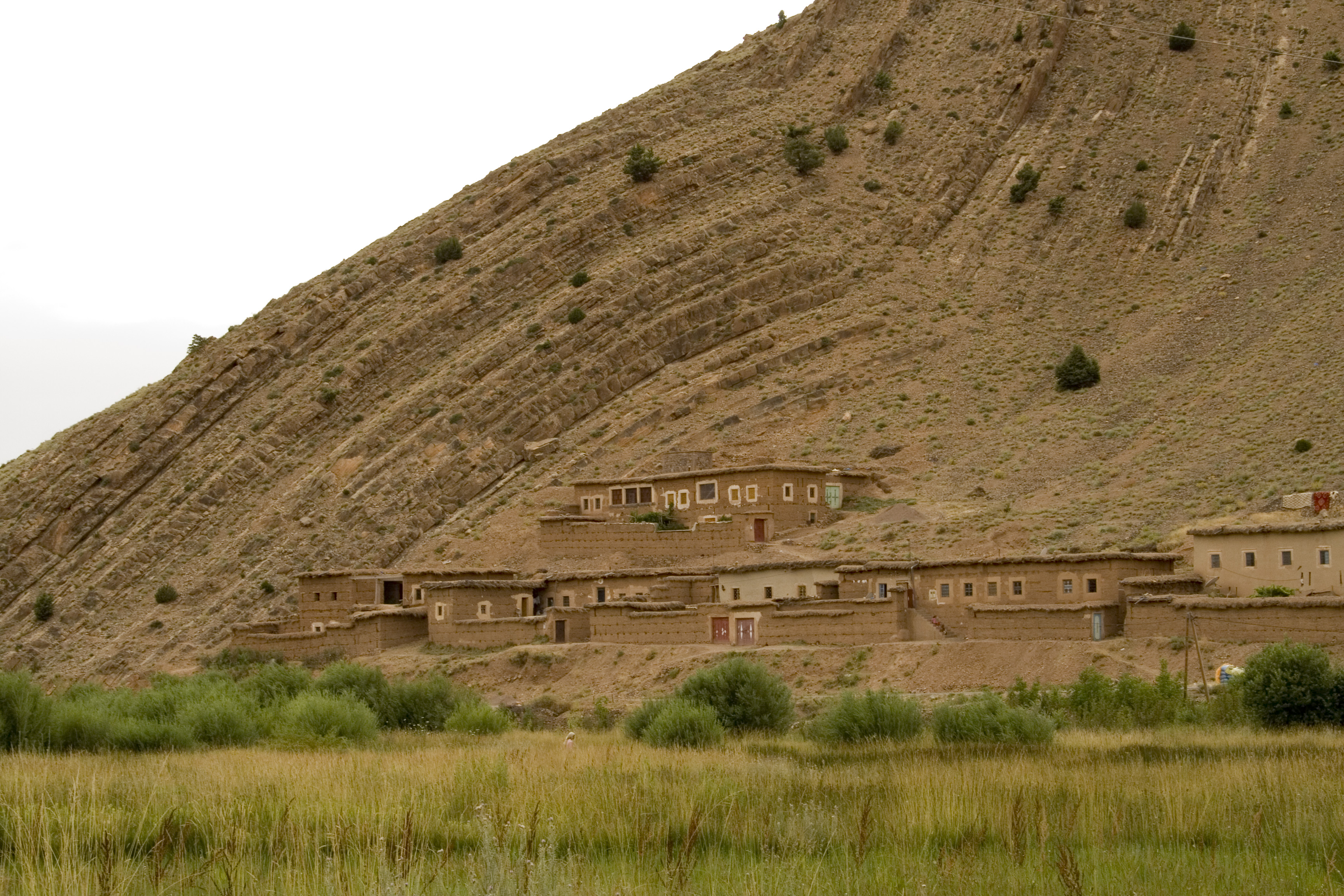
الدار التقليدية في ايت بوكماز من.

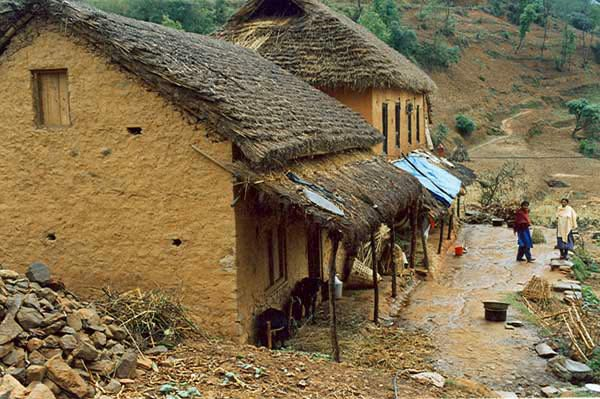
منزل في النبال

العمارة العامية (Vernacular architecture) هو مُصطلح يستخدم لتصنيف أساليب البناء التي تستخدم الموارد المتاحة محليا لتلبية الاحتياجات المحلية. العمارة العامية تميل إلى التطور مع مرور الوقت لتعكس الظروف البيئية، الثقافية والسياق التاريخي الذي وجدت بة. غالبا ما رُفضت بعتبارها خامة وغير مكررة، لكن لها مؤيدين يدعوا إلى أهميتها في التصميم الحالي.
إن مصطلح "العمارة العامية، عموما، يشير إلى البناء الذي يُبنى من قبل اشخاص غير محترفين، أي دون تدخل مهندسين معماريين. يستعمل في البناء الطرق التقليدية. ولكن على الرغم من ارتباطها بالتقاليد، يُمكن اعتبارها فن حديث النشاط، لأنها تُوفر بدائل للممارسات المعمارية الحالية التي هي مسألة نقاش بالنسبة لأزمة الطاقة.

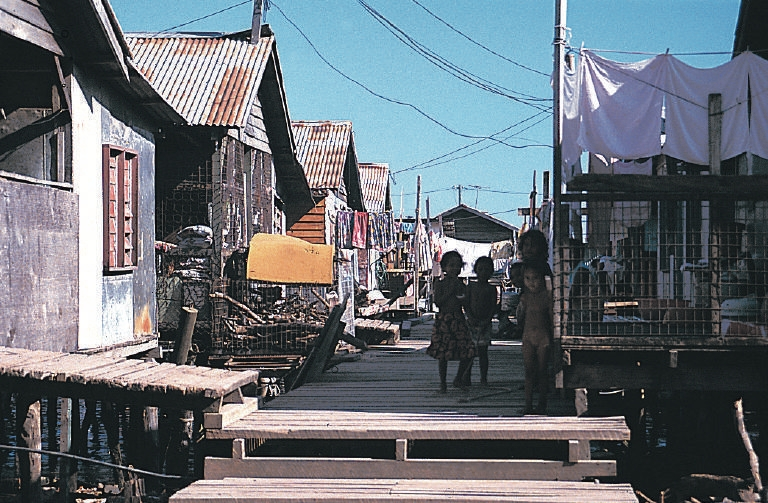
مساكن في ميناء موريسبي - غينيا الجديدة

في الواقع، وفقا لتقديرات عام 1991، صناعة البناء (بناء وتشغيل) تستهلك الخمسين بالمئة من كل الطاقة في العالم (مركز بحوث الإسكان - Housing Research Center, 1992)). بما أن المهندسين المعماريين هم الجهات الفاعلة الرئيسية وراء هذا الاستهلاك المفرط، يجب أن يستكشفوا السبل للحد منه من خلال التصميم البيئي والنظر إلى أهمية العمارة العامية، لأن لمئات من السنين ألإنسان تمكن من تشييد المباني السكنية باستخدام فقط نسبة مئوية صغيرة من موارد الطاقة المتاحة.
مفهوم العمارة العامية ليس ثورياً. ومع ذلك، رغم أنة قد يبدو تعبيراً جديداً، فإن شأنه شأن العديد من الأسماء المستعملة الأخرى المرتبطة بها، مثل: العمارة البدائية، العمارة التلقائية، عمارة السكان الأصليين، الهندسة المعمارية المجهولة، فولك، الشعبية، الريفية، أو الهندسة المعمارية التقليدية، العمارة دون معماريين، أو عمارة دون نسب. هذه المصطلحات قد تبدو وكأنها تُشير إلى عمارة فريدة وغريبة تُشيد في مملكات بعيدة عن الحضارة. ولكن معظمنا نمى في منازل عامية. لتأكيد هذا، التقديرات تشير إلى أن نسبة العمارة العامية لا تقل عن 90 في المئة بالنسبة للعمارة العالمية وهذا يعني ان خمسة إلى عشرة في المئة صممت من قبل المهندسين المعماريين (1969). العمارة العامية اسم لا ينطبق حصرا على العمارة التارخية ولا على الغير غربية أو على الريفية. هناك بالفعل ميدان دراسي هام يُسمى العمارة العامية الأمركية “American vernacular,”، الذي يمسح ويصنف المساكن في المناطق الريفية، والمناطق الحضرية والضواحي في الولايات المتحدة.
العمارة التي تصمم من قبل المهندسين المعماريين لا تعتبر عمارة عامية. كما يقول أوليفر بول، في كتابه «المساكن» (Dwellings).
الفولك هو بناء ينمو كاستجابة للاحتياجات حقيقية، ويُجمع في بيئة من قبل ناس يعرفون بالضبط ما هي مشاعرهم مع الموقع.
العديد من المعماريين المعاصرين درسوا المباني العامية ليستخلصوا إلهام أصلي. في عام 1946، المعماري المصري حسن فتحي عُين لتصميم المدينة الجديدة «قرنة» Gourna بالقرب من الأقصر. بعد أن درس للعمارة والتكنولوجيا التقليدية لمستوطنات نوبي (Nubians/sudan)، أدرج في تصميمها قبب بالطوب والطين التقليدية لمستوطنات نوبي. التجربة فشلت، بسبب مجموعة متنوعة من أسباب اجتماعية واقتصادية، ولكنها كانت أول محاولة أُنجزت لمعالجة المشاكل الاجتماعية والبيئية للبناء باعتماد أساليب وأشكال المباني الدارجة في تلك المنطقة.
من المعماريون المعاصرين الذين ناصروا استخدام اللهجات المحلية في التصميم المعماري: تشارلز كوريا، المهندس المعماري الهندي، وBalkrishna دوشي، (من الهند)، الذي أنشئ مؤسسة "Vastu-Shilpa Foundation " لدراسة العمارة العامية للمنطقة. المهندس المعماري الهولندي ألدو فان ايك (Aldo van Eyck) Eyck كان أيضا من مناصرون العمارة العامية. المهندسين المعماريين الذين مثلوا في عملهم العمارة العامية الحديثة، هم: صمويل موكبي (Samuel Mockbee)، كريستوفر الكسندر (Christopher Alexander) وباولو سوليري (Paolo Soleri).
بول اوليفر (Paul Oliver)، في كتابة: المنازل، قال ما يلي:
حتى الآن لا يوجد تعريف واضح للعمارة العامية، ولكن من المحتمل أن تكون العلم أن يجمع بين الهندسة المعمارية وعلم الإنسان وعلاقته مع التاريخ والجغرافيا.

## تاريخ
في الآونة الأخيرة نمى الاهتمام بالعمارة العامية بعد أن كان راكد لسنوات عديدة، منذ 1839، على الأقل، استخدم هذا المصطلح لأول مرة في انكلترا. وبعد ذلك، ولأكثر من قرن، هذا النوع من البناء أصبح أكثر مدعاة للفضول ولاهتمام الإثنوغرافية المعماري.
المهندسين بدؤوا بالاهتمام في هذا المجال وبإدماجة في عام 1950 في الدرسات النظرية المعمارية. في عام 1964، في متحف الفن الحديث في نيويورك عرضت المباني التقليدية كاقتراح لزيادة مستوى الفنون الجميلة. وبحلول نهاية عام 1960، بيد أن الدراسات بدأت في التركيز بدرجة أقل على الجمال وبالمزيد عن الأنواع الاجتماعية والتكنولوجية والبيئية التي تم انتجتها العمارة العامية.
في عام 1976، المجلس الدولي للمعالم والمواقع الأثرية (ICOMOS: L'International Council on Monuments and Sites) شكل لجنة خاصة لتعزيز التعاون الدولي في تحديد وحماية ودراسة الهندسة المعمارية العامية. الاهتمام المتزايد في هذه المسألة وصلت ذروتها في عام 1997 مع نشر، بتوجيه من الفولكلور البريطاني بول أوليفر، موسوعة الهندسة المعمارية العامية في العالم ("Encyclopedia of Vernacular Architecture of the World")، حتى الآن أهم عمل مرجعي نشر عن هذا الموضوع، مع تعليقات مكتوبة من 800 من المهنيين في القارات الخمس.
اليوم، العمارة العامية تظهر كجزء من المراجع البديلة المتاحة لمعالجة المشاكل البيئية الحالية. في ممارسة البناء يوما بعد يوم، معرفة وخبرة المصنعين التقليدية، أفضل من تلك للمهندسين المعماريين، لأنها تتكيف مع الظروف البيئية المتغيرة. ويعود ذلك جزئيا إلى أنها يمكن أن تتخذ خطر محاولة إيجاد حلول بديلة دون الخوف من فقدان المكانة المهنية، و/ أو العقود. ولكن في حالة عدم وجود بدائل نجاح هذة المحاولات الغير رسمية يُمكن ان تقدم أمثلة قد تُتبع في الممارسة الرسمية المعمارية.

## التأثيرات على العمارة العامية
العمارة العامية تأثرت من جوانب مختلفة من سلوك الإنسان مع البيئة، والتي أدت، حسب اختلاف السياق، إلى أنواع وأشكال مختلفة من المباني؛ حتى القرى المجاورة، رغم أن كل بناء يخضع لنفس قوانين الفيزياء لكن هناك اختلاف في البناء وفي استخدام المنازل، مع انهم قد يبدوا، لأول وهلة، على قدم المساواة.

### مناخ
أحد أهم التأثيرات على العمارة العامية هو مناخ منطقة تشييد المبنى.
المباني في المناخات الباردة، دائما يكون لها كتلة حرارية عالية أو كميات كبيرة من العازلات. وهي عادة ما تكون مغلقة لمنع فقدان الحرارة، ومثل فتحات النوافذ تميل إلى أن تكون صغيرة أو غير موجودة كلباً. المباني في المناطق ذات المناخات الحارة، على النقيض من ذلك، تميل إلى أن تُبنى بمواد خفيفة لتسمح تهوية كبيرة عبر فتحات البناء.
مباني المناخ القاري يجب أن تكون قادرة على التعامل مع اختلافات كبيرة في درجة الحرارة، وحتى ان تتغير لتتكيف حسب الفصول.
المباني تتخذ أشكالا مختلفة تبعا لمستويات هطول الأمطار في المنطقة—مما يؤدي إلى بناء المساكن على مطوالات في المناطق التي تكثر بالفيضانات أو بالأمطار الموسمية. المساكن ذو أسطح أفقية نادرة في المناطق ذات المستويات العالية من الأمطار. وبالمثل، فإن المباني في المناطق ذات الرياح العاتية مُصممة بحيث ان لا تُقدم سطوح كبيرة باتجاه الرياح السائدة.
التأثيرات المناخية على العمارة العامية هي كبيرة ويمكن أن تكون معقدة للغاية. البناء في البحر الأبيض المتوسط، كثيرا ما يتضمن فناء مع نافورة أو بركة؛ الهواء يبرد عن طريق تبخر المياه ويدخل في المبنى بواسطة التهوية الطبيعية. وبالمثل، في شمال أفريقيا المنازل غالبا ما يكون لها كتلة حرارية عالية ونوافذ صغيرة لتبقى باردة، وحتى في كثير من الحالات لها مداخن، ليست لمواقد النار، ولكن لاستخلاص الهواء إلى المساحات الداخلية للمبنى. هذا التخصصات ليست الناتج لتصميم علمي مسبق، بل اُكتسبت من تجربة أجيال عديدة، وكثيرا ما سبقت بكثير من الوقت النظريات العلمية القائمة حالياً التي تفسر آلية هذه التجارب.

### ثقافة
طريقة حياة شاغلي المبنى، وطريقة الاستخدام، لها تأثير كبير على أشكال البناء. حجم الأسرة، التي تسكن في نفس المساحات، كيفية إعداد الطعام وتناوله، وكيفية تفاعل الناس وغيرها من اعتبارات ثقافية سوف تؤثر على شكل وحجم المساكن. فعلى سبيل المثال، وحدة أسرة القبائل في شرق أفريقيا تأتي عن طريق العيش في مجمعات تحيط بها حدود ملحوظة، حيث هناك توجد منازل كل منها يتألف من غرفة واحدة بنيت لاستيعاب جميع أفراد الأسرة. تعدد الزوجات كان السبب لوجود غرف منفصلة لمختلف الزوجات، وغرف للأفراد عندما يبلغوا سن الزواج. التفاعل الاجتماعي داخل الأسرة منظم حسب أهمية أفراد الأسرة. في المقابل، في المدن الحالية، هذا الفصل ينجز من خلال تقسيم المبنى إلى شقق منفصلة.
الثقافة لها أيضا تأثير كبير على ظهور المباني العامية التي زُينيت وفقا للعادات والمعتقدات المحلية.

#### مساكن البدو
وهناك العديد من الثقافات في مختلف أنحاء العالم والتي تشمل بعض من جوانب حياة البدو الرحل، وأنهم جميعا وضعوا حلول عامية للأحتياجهم لمأوى. جميعهم شملوا ردود مناسبة للمناخ وللعادات التقليدية، بما فيها عمليات البناء البسيطة، وإذا لزم الأمر في التنقل.
شعب لإنويت بنى عددا من الأشكال المختلفة من المأوى الملائمة لمختلف المواسم والمواقع الجغرافية، بما في المبني القباني (لفصل الشتاء) وخيمة التوبيك (للصيف). السامي من شمال أوروبا، الذين يعيشون في اجواء مماثلة لتلك التي يمر بها الإنويت، بنوا مختلف ملاجئ مناسبة لثقافتهم، بما فيها خيمة كاث (kahte) واتناريس (atnaris)
التنمية لمختلف الحلول في ظروف مشابهة بسبب التأثيرات الثقافية هي نموذجية العمارة العامية.

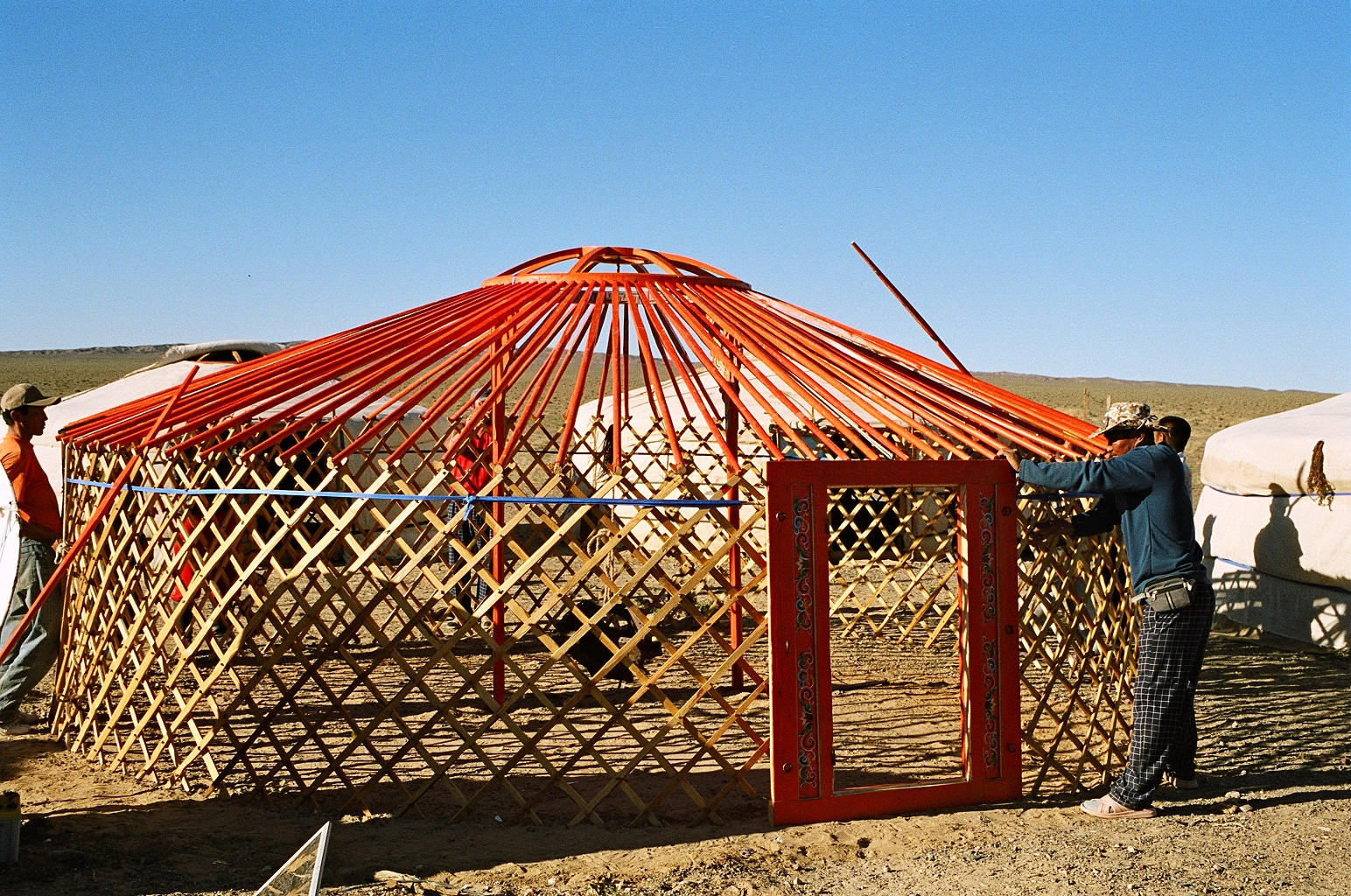
(Mongolian ger) الخيمة المنغولية

كثير من الناس الرحل استخدموا المواد المحلية للبناء مؤقتة، مثل مساكن في سراوق (اندونيسيا) الذين استخدموا ورق النخيل (palm fronds)، أو أقزام غابة إيتوري (Ituri Pygmies) الذين يستخدمون شجيرة مونكونكو (mongongo) لتشييد قبب الأكواخ. ثقافات أخرى يعيدون استخدام المواد، ونقلها معهم عندما يتنقلون. ومن الأمثلة على ذلك قبائل منغوليا، الذين يحملون معهم الخيم الجلدية (yurts) عندما يتنقلون، أو كخيمة الصحراء السوداء للقشقائی في إيران. ويبرز في كل حالة هو أثر أهمية توفر المواد وتوفر الحيوانات أو غيرها من أشكال النقل على الشكل النهائي للسكن.

## أخبار متعلقة
- واحد من الأمثلة الكثيرة للهندسة التقليدية التي لم تحط بعين الاعتبار الميزات البيئية لمنطقة المشروع، هي المدارس التي بُنيت في المناطق الريفية المدارية التي تُعرف بالمستوطنات الأصلية. حيث صُممت من قبل مهندسين معماريين يعيشون عادة في البيئات الحضرية، ولذلك ليس لديهم معرفة بالمناطق الريفية. حيث إستعملوأ مواد الثقيلة كالخرسانة لصلوبتها. بسبب هذا الاختيار، فإن درجة الحرارة داخل المباني أعلى بالمقارنة بالحرارة الطبيعية، وهذا يجعل التركيز صعب على الطلاب خلال الدروس.

ودرجة الرطوبة تدمر بسرعة المواد، التي عادة ما تستجيب جيدا في البيئة الحضرية. ونتيجة لذلك، العديد من هذه المباني هجرت عن بعد سنوات قليلة. واليوم هناك اتجاه لاستعمال العمارة العامية في بناء المدارس وغيرها في المناطق الريفية. في كثير من الأحيان يُحصل على التهوية بطرق بسيطة مثل النسب، الحجم الشكل، وبعبارة أخرى، يُحصل عليها عن طريق التصميم. رغم أن المواد المحلية قد تبدو هشة، مثل الخيزران، لكن لة مقاومة عالية ضد الرطوبة بالنسبة لمواد مثل الخرسانة.
- يرافق تطور المباني الحديثة في دول الخليج العربية تخلي سريع عن مبادئ الاقتصاد في استهلاك الطاقة التي اعتمدتها الهندسة المعمارية العامية في المنطقة. وقد حدث هذا على الرغم من نجاح هذه الأنواع من المباني فيما يتعلق بالتوفير الحراري التي اعتمدت كوسيلة طبيعية لمئات من السنين لليعيش والتكيف في البيئة القاسية للمنطقة.

نتيجة لهذا الإهمال حدث ارتفاع سريع لاستهلاك الكهرباء (التي، على سبيل المثال، في عُمان حاليا، أكثر من %70 من الطاقة للمباني يُستخدم في تكييف الهواء. معظم هذه الأعباء المالية المترتبة على دول المنطقة غير ضرورية. وتركز هذه الدراسة على ميزات العمارة العامية في دول المنطقة، بالأخص في سلطنة عمان، التي في الماضي استُخدمت بنجاح المصادر الطبيعية للطاقة للحصول على حرارة مريحة للبيئات.
وتحقيقا لهذه الغاية، قُسمت عُُمان إلى أربعة مناطق مناخية مختلفة: الساحلية، الجبلية، الصحراء والوسطى.النتائج التي تم الحصول عليها من دراسة من المباني الدارجة في هذه المناطق، ينبغي أن تساعد على تقليل استهلاك الطاقة في المباني الحديثة التي تتعرض لمثل هذه المناخات.

## معرض صور

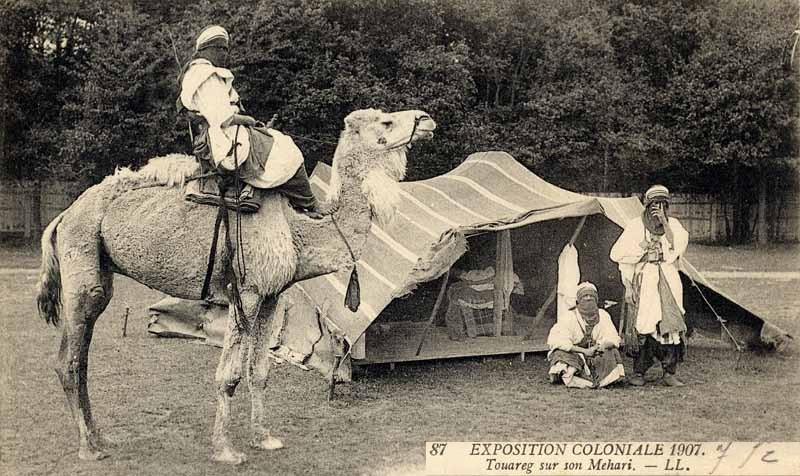
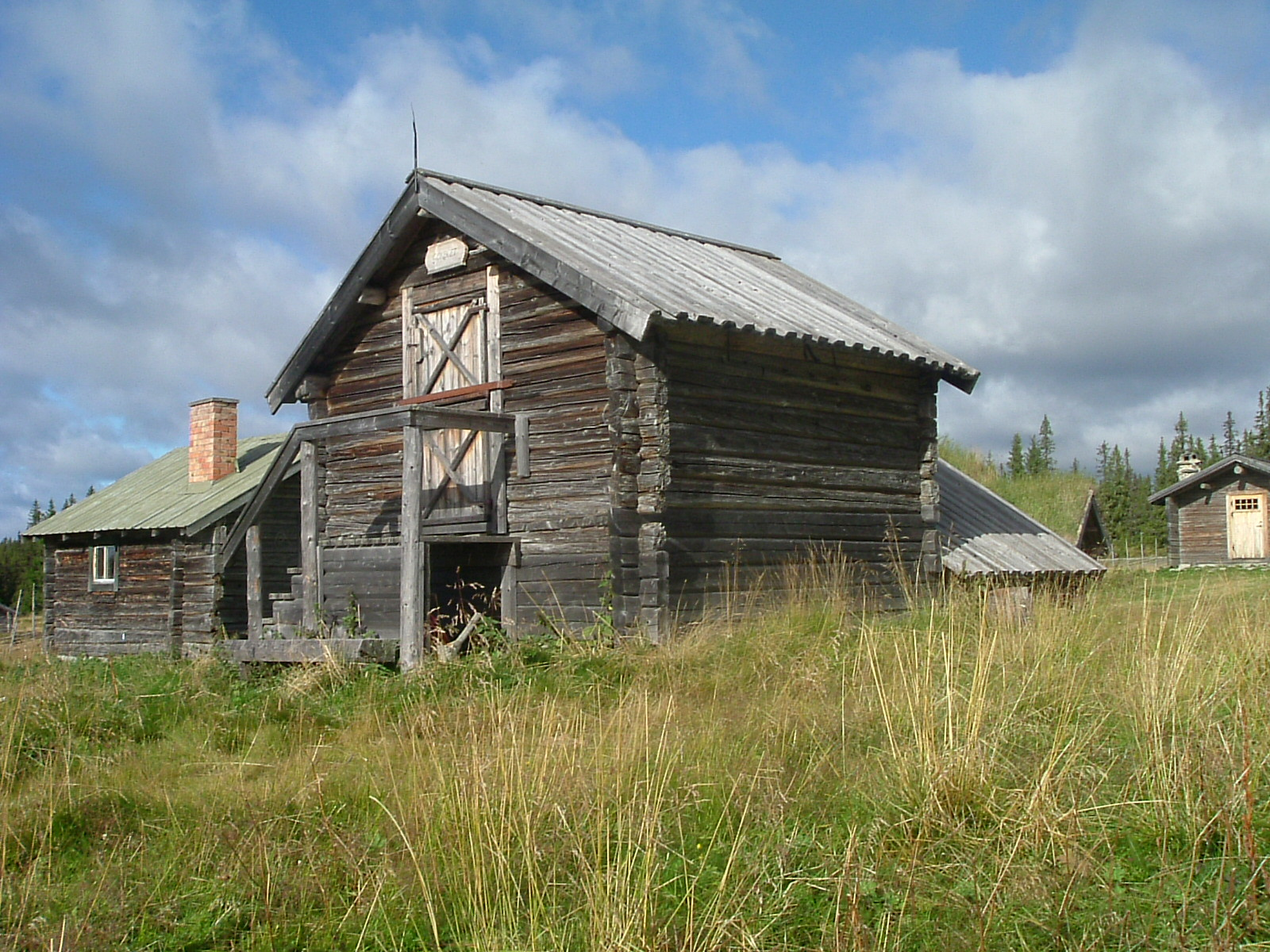
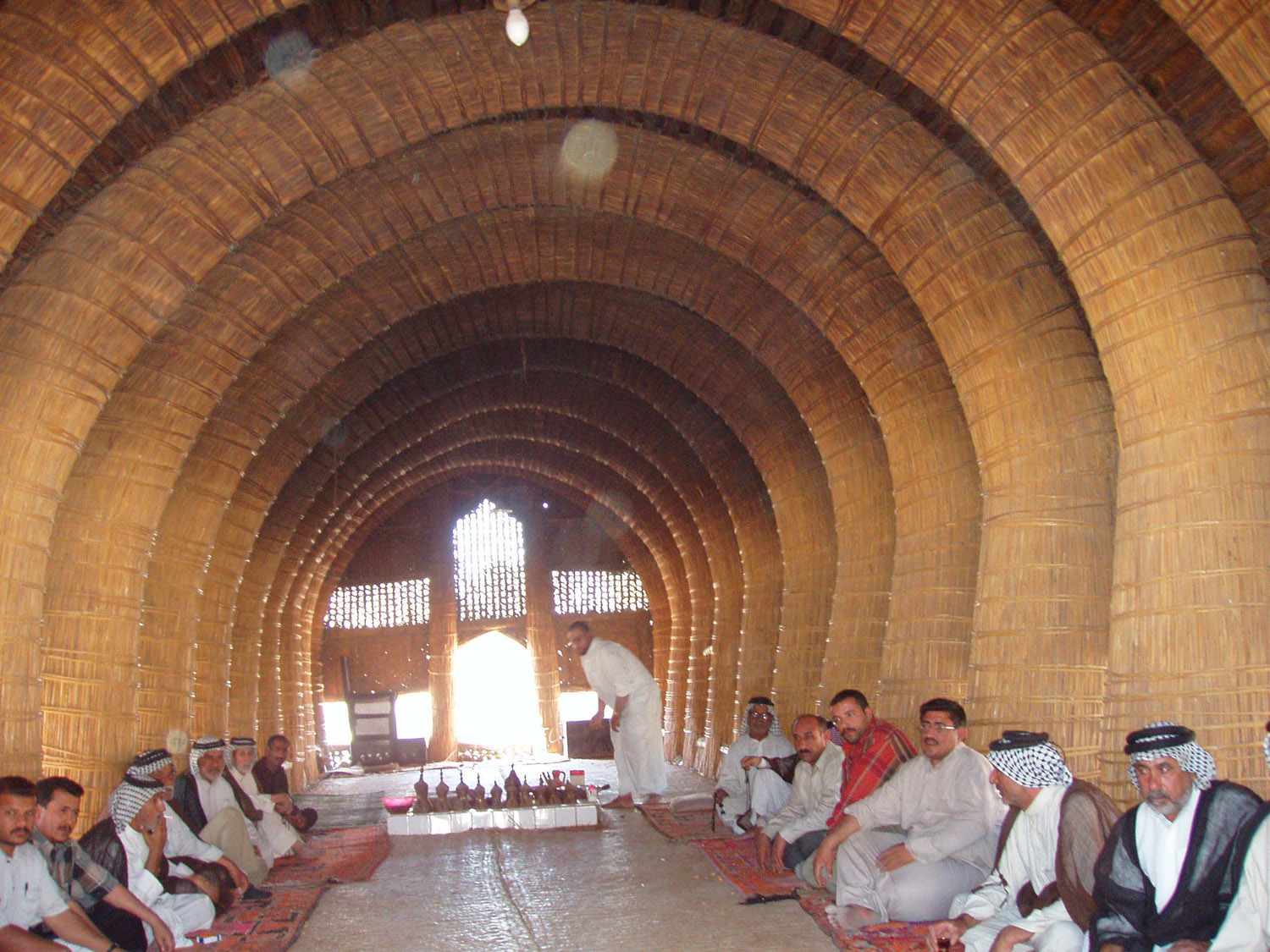
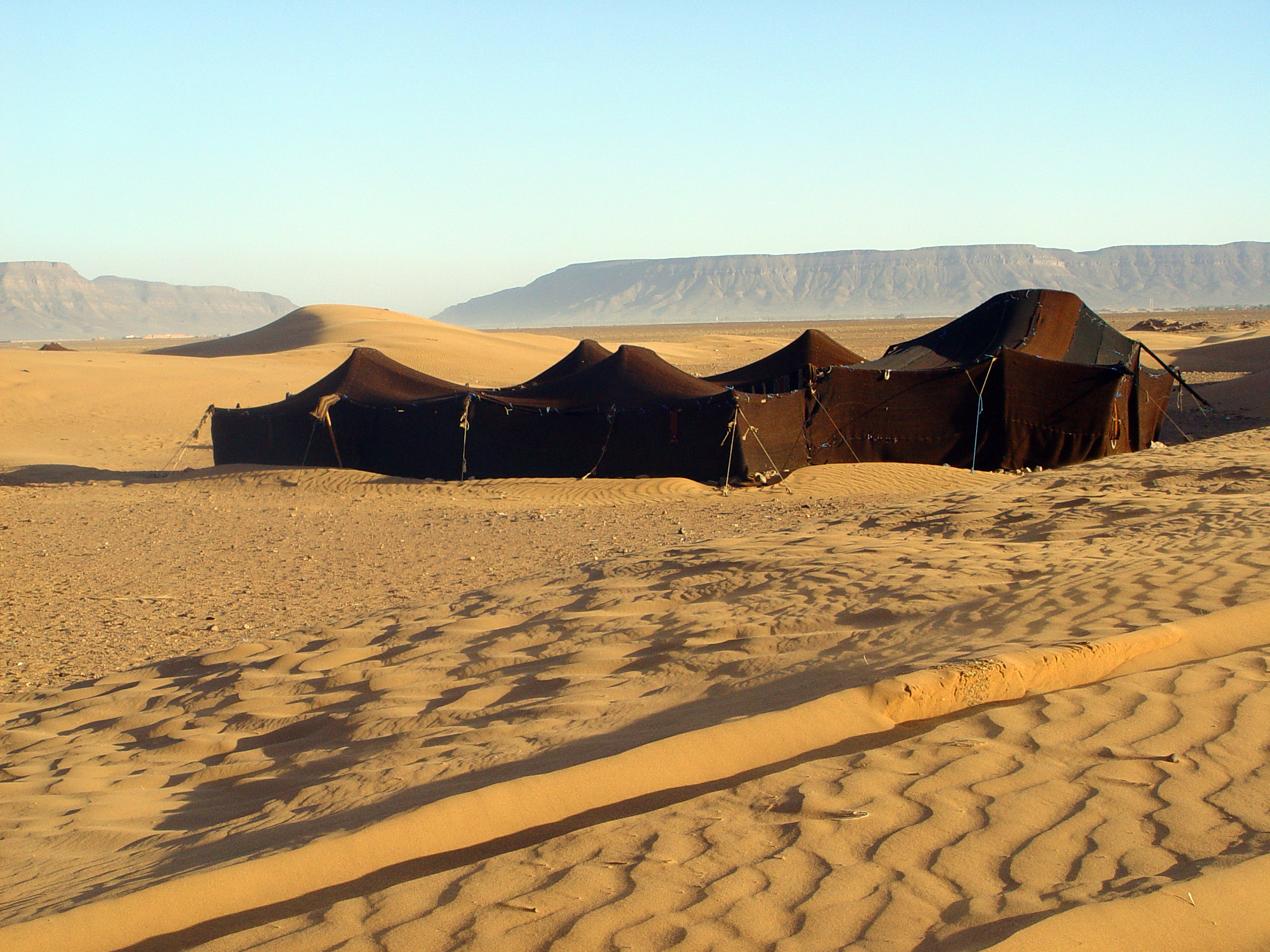
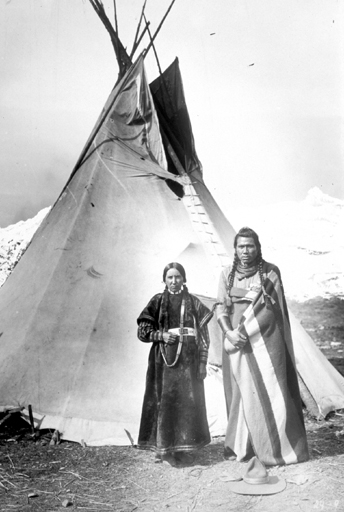

## انظر أيضأ
- تهجين العمارة والطبيعة
- الهندسة المعمارية المفتوحة للعامة

## وصلات خارجية
- New Gourna, Egypt
- What is Vernacular Architecture? (Long definition)
- ICOMOS
- Vernacular architecture-Yemen